# فاكر حيدر
فاخر حيدر ، (من مواليد 1967  – 20 سبتمبر 2005)، كان صحفيًا ومترجمًا عراقيًا يعمل بالقطعة، وكان يعمل في المقام الأول مساعدًا لصحيفة نيويورك تايمز . تم إطلاق النار عليه وضربه حتى الموت في البصرة، العراق، بعد أن قام رجال مجهولون ينتحلون صفة ضباط شرطة باختطافه من مجمع شقته خلال حرب العراق.

## مولده
ولدت فاخر حيدر عام 1967 في البصرة جنوب العراق. ولد في طائفة شيعية الأكثر انتشارا في جنوب العراق وينتمي لقبيلة التميمي. عُرف فخر بازدراءه المطلق للخطر وروح الدعابة الساخرة. فاخر متزوج من انتصار عباس حمزة ولديهما ثلاثة أطفال.

## وظيفته
قبل العمل في صحيفة نيويورك تايمز ، عمل في العديد من الوظائف الأخرى. وكان مشاركا في الانتفاضة الشيعية ضد حكومة صدام حسين. حارب من أجل المذهب الشيعي. ثم ذهب للعمل في مصنع للأسمدة في البصرة بالعراق. في مارس 2003، كان لديه تجربته الأولى مع الصحافة. خلال الحرب بين العراق والولايات المتحدة، لاحظ أن مراسلًا أمريكيًا يكافح للتواصل مع الرجال العراقيين. تدخل وبدأ يترجم المترجم للمرأة. كان اسمها لوري جورينج. بدأ غورينغ مسيرته المهنية في الصحافة ثم بدأ العمل في وسائل الإعلام المختلفة في جميع أنحاء العالم.   عمل بدوام جزئي في قناة Merbad TV ، وهي محطة تلفزيونية محلية في البصرة، بالإضافة إلى منشورات مثل The Guardian و National Geographic . بالنسبة للجارديان ، نشر صوراً في المنشور بالإضافة إلى ترجمته لمراسليهم. كان روري كارول مراسل العراق لصحيفة الغارديان خلال الفترة التي عمل فيها هناك.  كانت وظيفته الرئيسية على الرغم من العمل في صحيفة نيويورك تايمز . عمل كمراسل في البصرة ولصحيفة التايمز بالإضافة إلى عمل مترجم فوري. ساعدته علاقاته بالبصرة بشكل كبير في العمل مع التايمز. أشار إليه زميل مقرب منه على أنه عيون وآذان أماكن يصعب السفر إليها.   عمله في صحيفة نيويورك تايمز لمدة عامين ونصف قبل مقتله.

## موته
كان فاخر حيدر على حافة الموت عدة مرات قبل وفاته الفعلية بسبب شخصيته غير الأنانية التي يبحث عن الخطر. قطرة دم، وهو مقطع فيديو قصير قدمه زميل له في نيويورك تايمز إلى فاخر حيدر، يصف التكريم حالة تدخل فيها بين صحفي أمريكي وعراقي يحمل بندقية تجاه الصحفي الأمريكي. يصف الراوي في الفيلم فاخر بأنه أحد أكثر الأشخاص نكران الذات الذين قابلهم على الإطلاق.
آخر قصة عمل عليها فاخر حيدر كانت عن مقتدى الصدر، زعيم ميليشيا شيعية عراقية.  في 18 سبتمبر / أيلول 2005، اقترب رجال من فاخر حيدر في مجمع شقته في البصرة بالعراق مع زوجته وأطفاله الثلاثة الصغار، منتحلين صفة ضباط شرطة. وصلوا إلى مجمع فاخر حيدر السكني في سيارتين وكانوا جميعًا يرتدون أقنعة. نهب الرجال شقه وكانوا مجهزين ببنادق هجومية من طراز AK-47 . قال الرجال لزوجة إنهم كانوا هناك فقط ليأخذوه لبضع ساعات لاستجوابه وأنهم سيعيدونه في غضون ساعات قليلة. قام فاخر حيدر بتدوين اسم ورقم زميلة الصحفية لزوجته وطلب منها الاتصال بها للاتصال بمكتب محافظ البصرة.  تم العثور عليه ميتا في 20 سبتمبر 2005 في ضواحي البصرة.  وقد عانى من الضرب ومن إصابته بعيار ناري في الرأس.  

## حالة
المتعاملون (العاملون في مجال الإعلام والصحفيون) هم أشخاص يعملون غالبًا مع مراسلين أجانب لمساعدتهم وتزويدهم بمعلومات ثاقبة حول مكان عملهم. يعمل المتعاملون كمترجمين ويوضحون المعلومات للمراسلين الأجانب. غالبًا ما يتم وضع المتعاملين في خط الخطر لأنهم يساعدون المراسلين الأجانب وعادة ما يقفون إلى جانب المعارضة. لذلك، غالبًا ما يتسبب ذلك في حدوث توتر بين المعالج وأهالي وطنهم ويؤدي بهم إلى مواجهة حالات الخطر.  لا يريد السكان الأصليون للمعالج أن يقوم مواطنهم الأصلي بكشف معلومات مهمة، لذلك غالبًا ما يبتعدون عن قتل المتعاملين الأبرياء.

## تأثير
قُتل العديد من الصحفيين إلى جانب حيدر خلال حرب العراق. قُتل ما مجموعه 110 صحفيين خلال حرب العراق، التي بدأتها الولايات المتحدة. كان خالد حسن هو الصحفي الثاني الذي عمل لصحيفة نيويورك تايمز الذي قتل في البصرة خلال حرب العراق. كان يقود سيارته إلى عمله عندما أطلق عليه الرصاص وقتل دون سبب. قُتل صحفي أمريكي مستقل لم يذكر اسمه يعمل أيضًا في البصرة في أغسطس 2005، قبل شهر من مقتل فاخر حيدر بوحشية.  في يوليو 2005، نشر ستيفن فينسنت، الصحفي المستقل الأمريكي، افتتاحية رأي في صحيفة نيويورك تايمز واختُطف وقتل بعد أيام قليلة من تاريخ النشر. اعتبرت بغداد بقعة مصيدة موت خلال الحرب. خاطر عدد لا يحصى من الصحفيين والمراسلين الإعلاميين وفقدوا حياتهم لتغطية ونقل المعلومات إلى الناس في جميع أنحاء العالم. لقد قُتلوا بسبب قيامهم بعملهم ومحاولة إعلام الجمهور.

## روابط خارجية
- معهد الصحافة الدولي
- معرض غيتي لفخر حيدر
- مات موير، "قطرة من الدم" (فيديو تحية) ، PBS News Hour ، 23 مارس 2017